# Hristo Ivanov
Hristo Ivanov (tiếng Bulgaria: Христо Иванов; sinh 6 tháng 4 năm 1982) là một cầu thủ bóng đá Bulgaria thi đấu ở vị trí thủ môn cho Etar Veliko Tarnovo.
Ivanov từng thi đấu cho Spartak Pleven, Vidima-Rakovski Sevlievo, Lokomotiv Mezdra, Botev Plovdiv, Montana và Oborishte.